# Al-Sayed Hamdy
Al-Sayed Hamdy (1 de março de 1984) é um futebolista profissional egípcio que atua como atacante.

## Carreira
Al-Sayed Hamdy representou o elenco da Seleção Egípcia de Futebol no Campeonato Africano das Nações de 2010.

## Títulos
Seleção Egípcia
- Campeonato Africano das Nações: 2010